# 온난 고기압
온난 고기압(溫暖高氣壓)은 대기 순환 중에서 적도 상공을 북쪽으로 향하는 공기(해들리 순환)는 편향력 때문에 위도 30°부근에서는 서풍이 되어 그 이상 북쪽으로 진행하지 않아 30°상공에서는 공기가 막혀 그 지표에 형성되는 고기압이다. 이 고기압 안에는 권계면 부근에서 지표 사이에 하강 기류가 있기 때문에 대류권 전체가 따뜻하다. 이 고기압 상공에서 수렴은 지표의 발산보다 크다. 편서풍 파동이 발달할 때 편서풍의 극쪽에 절리(切離) 고기압이 생긴다. 절리 고기압은 주로 고층에 나타나지만 지표까지 도달하는 것도 있다. 이 고기압도 온난 고기압의 일종이다.